# Анастас Иширков
Анастас Тодоров Иширков е български учен, географ и етнограф, университетски преподавател, общественик и дарител, професор в Софийския университет и академик в Българската академия на науките. Основоположник на географската наука в България. 17-и ректор на Софийския университет (1915 – 1916) и три пъти декан на Историко-филологическия факултет на Софийския университет. Основател и председател на Българското географско дружество.
Работи в областта на икономическата география, географията на населението и селищата на България и страните, етнографията, антропогеографията, картографията, орохидрографията, геоморфологията, хидрологията и климатологията.

## Ранни години и семейство
Анастас Иширков е роден на 5 април 1868 г. в Ловеч. Той е единственият син в семейството на Тодор Иширков и Мария Хитрова (Иширкова). Кръстен е на вуйчо си, ловешкия деец на тайния революционен комитет, Анастас Цочов Хитров. Негови братовчеди по майчина линия са професор Стефан Ватев и генерал-майор Иван Ватев. Баща му, който произхожда от старо заможно семейство, занимаващо се с кафтанджийство, почива през 1869 г. С отглеждането на Анастас Иширков се заемат майка му Мария, дъщеря на богатия кожухар Цочо Дочев Хитров, и баба му Недка, която е майка на баща му и дъщеря на Кочо Тюфекчията, родом от Казанлък. Мария Хитрова е завършила втори клас в училището в Ловеч при даскал Манол Лазаров и подпомага сина си в неговото учение. По време на Руско-турската война от 1877 – 1878 г. майка му загива, а скоро след това почива и баба му Недка. Отглеждат го дядо му Цочо и баба му Гаца, по майчина линия. Домашното му възпитание е поверено на най-малката сестра на майка му Станка. До 1884 г. Анастас Иширков живее при тях, след което заминава да учи в Априловската гимназия в Габрово. Там учи от IV до VII клас. Заради бунт в гимназията през януари 1888 г., се налага да завърши в гимназията в Търново. По време на гимназиалното си образование събира народни умотворения. Те не са отпечатвани, но част от тях са използвани от проф. Беньо Цонев в дисертацията му „Източнобългарски вокализъм“.

## Университетски години
След като завършва гимназия подава заявление в Министерство на народното просвещение с молба да бъде назначен за учител в някое погранично село. В отговор от Министерството получава телеграма със запитване дали желае да получи стипендия и да постъпи в новооткрития Висш педагогически курс в София. Постъпва в Историко-филологическия отдел, където слуша лекции при Любомир Милетич, Александър Теодоров-Балан и Иван Шишманов. През есента на 1889 г. отпечатва 2 стихотворения в списание „Съвременник“, издавано в Разград, и разкази в списание „Искра“, издавано в Шумен. Завършва в първия випуск на Висшето училище в София през 1891 г.
На 1 октомври 1891 г. е назначен за учител във Варненската мъжка гимназия. Там преподава география, български език и краснопис. По това време активно печата и разкази. Остава във Варненската гимназия до 31 август 1892 г., когато е изпратен на специализация по славянска филология в Лайпциг. В продължение на две години слуша лекции по славянска филология при слависта Август Лескин, по история при Карл Готхард Лампрехт, по география при Фридрих Ратцел и по философия при Фолкерт. Същевременно се занимава с изследване на българската история и написва 22 разказа, приказки и стихотворения. Разказът „Планинче“ е публикуван в списание „Мисъл“ през 1894 г. Включен е в множество христоматии, преведен е на немски език. Друго значимо произведение от този период е „Приказка за фрака“ публикувана в списание „Български преглед“ през 1895 г. и преведена на френски език.
Лятната ваканция през 1893 г. прекарва в библиотеката в Нанси, Франция, където затвърждава френския си език и проучва исторически съчинения. След това отпечатва няколко исторически статии в списание „Български преглед“ – „Момчил юнак“, „Крум“, „Заробването на император Балдуин“. Благодарение на помощта на своите братовчеди, братята Стефан и Иван Ватеви, остава още една година в Лайпциг. През август 1895 г. защитава докторска дисертация по география на тема Südbulgarien („Южна България“) с научен ръководител проф. Фридрих Ратцел. Второстепенен предмет е славянска филология и третостепенен – философия.
През август 1894 г. участва в първия излет на Алеко Константинов до Черни връх заедно с д-р Кръстьо Кръстев и съпругата му Радка Кръстева, Никола Висковски, Димитър Илков, Христо Олчев, Бончо Боев, д-р Никола Червениванов и Георги Хаджибонев.

## Преподавателска дейност
От 1 септември 1895 до 31 януари 1898 г. е третостепенен учител по география и краснопис в Софийската мъжка гимназия. Освен с преподавателска дейност, се занимава и с писане на статии по география. През лятото на 1896 г. е изпратен със стипендия на Министерство на народното просвещение на специализация при Фердинанд фон Рихтхофен в Берлинския университет. Целта е да получи допълнителна квалификация за преподавател в новооткритата катедра по география във Висшето училище. По време на престоя си там се запознава с трудовете на Александър фон Хумболт, Карл Ритер, Фридрих Ратцел и Фердинанд фон Рихтхофен. Става техен последовател и на създадената от тях антропогеография, според която развитието на човешкото общество зависи изключително от влиянието на природната среда.
Редактор е на издадените два броя на хумористичния вестник „Фъркат лист“, от 7 ноември 1897 г. и 13 февруари 1898 г. Издаван е по повод две учителски срещи (вечеринки) в читалище „Славянска беседа“.
На 1 февруари 1898 г. чрез конкурс е назначен за редовен доцент при Катедрата по география и обща етнография. Встъпителната му лекция на 19 март 1898 г. е на тема „Задача и съдържание на днешната географска наука“. От нея става ясно, че ще работи за научна география и изразява схващанията на германските си учители, географите Фридрих Ратцел и Фердинанд фон Рихтхофен. От 1 февруари 1903 г. е назначен за извънреден професор, а от 10 юни 1909 г. е редовен професор и титуляр на Катедрата по обща география и културно-политическа география. През 1909 г. в Историко-филологическия факултет се обособява историко-географски профил, в който до 1924 г. географията и историята се изучават заедно.
От 16 декември 1912 до 26 април 1913 г. проф. Анастас Иширков участва във втората експедиция на проф. Богдан Филов, която се организира от Министерство на народното просвещение с цел откриване, описване и събиране на археологически и етнографски старини в Македония и Одринско. По това време той е на военна служба в щаба на 7-а Рилска дивизия. На 16 декември 1912 г. Богдан Филов, Анастас Иширков и Йордан Иванов тръгват за Солун, където остават до 13 януари 1913 г. След това продължават към Енидже Вардар, Пела, Дедеагач, Лъджакьой, Макри, Кавала, Серес, Ксанти, Бурукале, Филипи, Кукуш, Аврет Хисар, Дойран, Струмица, Водоча, Велюса, Одрин, Родосто, Ерегли, Силиврия, Чорлу, Виза, Бунар Хисар, Лозенград и Бабаески. След 22 януари 1913 г. пътуват само Филов и Иширков.
В „Списък на запасните воински чинове и неслужили, които в случай на мобилизация се назначават за военни чиновници (цензори, картографи, чертожници, кореспонденти, художници, кинематографисти, археолози и етнографи) в Щаба на действащата армия, щабовете на отделните армии и щабовете на дивизиите“ от юни 1915 г. е посочено, че Анастас Иширков е с военно звание запасен младши подофицер и при мобилизация се назначава за етнограф – археолог.
Анастас Иширков е първият преподавател по география в Софийския университет и първият уредник на Географския институт при него. Създава богата библиотека и разнообразни сбирки в института. В нея са включени личните библиотеки на Анастас Иширков и на Гунчо Гунчев. През учебните 1910 – 1911, 1918 – 1919 и 1920 – 1921 година е декан на Историко-филологическия факултет. През 1915 – 1916 г. е избран за 17-и ректор на Софийския университет. От учебната 1924 – 1925 г. географията се обособява като самостоятелна дисциплина в Историко-филологическия факултет, а ръководената от Анастас Иширков катедра „География и обща етнография“ е преименувана на „Обща география и културно-политическа география“.
Анастас Иширков работи във всички области на географската наука, а по-късно главно в областта на антропогеографията и политическата география. Особено внимание отделя на проблемите, свързани с населението и селищата на България. Води курсовете по „Обща география“, „Обща политическа география“, „Обща поселищна география“, „Културна география“, „Антропогеография“, „Общ географски преглед на Европа“, „География на растенията и животните“, „Историческо развитие на географската наука“, „Обща етнография“, „Средства за нагледно обучение по география“, „География на България“, „Културно-политически влияния на главните географски фактори в България“, „География на Добруджа“, „Културно-политическа география на Македония и Южна Тракия“, „Народи и държави в Балканския полуостров“, „Физическа география“, „Земята като небесно тяло“ и „Морфология на земната кора“.
От 1920 г. е преподавател по география и член на академичния съвет на Свободния университет за политически и стопански науки в София, (днес УНСС).
Прекратява преподавателската си дейност на 1 октомври 1934 г. поради заболяване. Умира на 6 април 1937 г. в София. Погребан е в парцел № 26 в Централните софийски гробища.

## Научни трудове
Анастас Иширков е автор на 30 книги, от които 11 са издадени на български език, 11 – на френски език, 4 – на немски език и по една книга – на руски, унгарски, чешки и сърбохърватски език. На български език публикува над 220 студии и статии. В сборници, вестници и списания в България и чужбина отпечатва над 40 статии на френски, немски, руски, английски, италиански, сърбохърватски, шведски и полски език. Пише над 70 рецензии, критики и отзиви на български, френски и немски език. Повече от 30 са художествените му произведения – разкази и стихотворения. Най-често са публикувани в Годишника на Софийския университет, списанията „Училищен преглед“, „Естествознание и география“ и „Периодическо списание“. Сътрудничи на вестниците „Военни известия“, „Мир“ „Ден“ и „Слово“, в които има над 35 публикувани статии.
Приносите му са свързани главно с историко-географските и географско-етнографските особености на различни райони на България, както и по въпроси на орографията, карста, тектониката и климата в страната. Извършва теренни проучвания на извора на Глава Панега, Варненското езеро, карстовите води в Добруджа, редица езера в Рила и Пирин. Прави пълна характеристика на речния отток и водните богатства на България в монографията „Хидрография на България“.
Автор е на изследвания на различни български градове, както и на първата университетска книга по география на България – „България – географски бележки“. Част от трудовете са му на чужди езици, което подпомага географското опознаване на България от чужденците.
Анастас Иширков има голям принос в развитието на изследванията по антропогеография и по физическа география в България. Разглежда мястото на политическата география и геополитиката като съставна част на антропогеографията. Неговото становище за политическата география е, че тя има за предмет на изследване връзката на държавата със земята – земната повърхнина и въздушната обвивка в нейните най-различни климатични прояви: водата, растенията, животните и минералните богатства.

## Обществена дейност
Като познавач на българския национален проблем изпълнява политически, културни и научни мисии в чужбина. Член на българската делегация за сключване на мирния договор в Букурещ след Междусъюзническата война от 1913 г. и на първия състав на делегацията за преговорите за мир в Брест-Литовск през 1917 – 1918 г. Посещава Германия и Швейцария по време на Първата световна война. Пише меморандуми до Парижката мирна конференция (1919). Владее отлично немски, френски и руски език и ползва чешки, унгарски, сръбски, английски език.
Води полемика с най-известния сръбски географ Йован Цвиич, като оспорва опитите му да представи населението на по-голямата част от Македония като аморфна маса, по-близка до сърбите, отколкото до българите.
От 1915 г. е идеолог за създаването на научна мисия, която „да запази, прибере и проучи по-важните документи и паметници на древността и предмети на материалната култура“. В 1916 г. е поканен и участва в Научната експедиция в Македония и Поморавието. Първоначално е назначен за етнограф-археолог към Щаба на действащата армия, след това е включен в състава на Научната експедиция в Македония и Поморавието, организирана от Щаба. В 1917 г. е изпратен на специална културна мисия в Швейцария, която действа в продължение на две години в Берн. През 1917 – 1918 г. е член на Поморавския народо-просветен комитет.
Изпращан е от Софийския университет и от Българското географско дружество като представител в различни международни конгреси. През 1899 г. е представител на Софийския университет при 100-годишния юбилей на Берлинския университет. В 1928 г. е представител на Българското географско дружество при 100-годишния юбилей на Берлинското географско дружество.
Предприема редица географски изучавания и пътувания из България, Македония, Тракия, Добруджа, Сърбия, Босна, Херцеговина, Черна гора, Гърция, Румъния, Унгария, Австрия, Чехословакия, Германия, Полша, Дания, Норвегия, Швеция, Англия, Шотландия, Нидерландия, Белгия, Франция, Швейцария, Северна и Средна Италия, по островите в Егейско море и Смирна в Мала Азия.

### Членства
За големите си заслуги към науката е член на редица български и чуждестранни научни институти:
- За разнообразната си активна научна дейност в областта на географията и историята през 1904 г. е избран за действителен член на Българска академия на науките
- Основател и председател на Българското географско дружество от 9 ноември 1918 г. до 1934 г.[42]
- Действителен член и основател на Българския археологически институт от 1920 г.
- Редовен член на Българския научен земеделско-стопански институт
- Редовен член на научния институт „Западни покрайнини“
- Редовен член на научния институт „Добруджа“
- Дописен член на Сръбското географско дружество (отказва се през 1918 г.)
- Дописен член на Маджарското етнографско дружество в Будапеща
- Дописен член на природоматематическия клон на Научното дружество „Шевченко“ в Лвов
- Дописен член на Географското дружество в Берлин
- Дописен член на Чехословашкото географско дружество в Прага
- Дописен член на Славянския институт в Прага

Член на редакционната колегия на списание „Български преглед“ (в последните му три години), „Българска библиотека“ – издавана в Лайпциг, „Австрийска библиотека“ във Виена, „Географска библиотека“ в София. Член е на Научния комитет за написване и отпечатване на поредицата „Ловеч и Ловчанско“. Редактор на сборника „Ловеч и Ловчанско“ кн. 1 – 4.
През 1936 г. е избран за почетен председател на IV конгрес на славянските географи и етнографи в София.

### Награди
За заслугите си към България е удостоен с орден „За гражданска заслуга“ III и II степен и възпоменателен кръст „За независимостта на България 1908“. Награден е и със сребърен медал „За наука и изкуство“.

## Дарителска дейност
От 1902 г. е член на благотворително дружество „Милосърдие“ с председател Юлия Малинова. Дарява средества за различни дейности по благоустрояването на Ловеч. През 1904 г. дава 100 лв. за строителство на читалищна сграда. Член е на създадения през 1904 г. благотворителен фонд „Царица Елеонора“, който е в полза на Института за слепи и глухонеми. В 1924 г. дарява 500 лв. за прокарване на железопътната линия Левски – Ловеч, през 1929 г. – 10 хил. лв. за обзавеждане старопиталището към Женското дружество „Благодетел“, през 1934 г. – 1000 лв. за камбанарията на църквата „Св. Богородица“, а през 1935 г. подарява на читалище „Наука“ 958 тома с книги от личната си библиотека, които са оценени на стойност 50 хил. лв. Провъзгласен е за почетен член на читалището. Книгите са в основния каталог на Регионална библиотека „Проф. Беню Цонев“ – Ловеч. Те са подпечатани на кориците с личния печат-автограф на проф. Анастас Иширков.
Най-голямото му дарение е към Софийския университет. На 25 май 1933 г. прави завещание. Няма преки потомци, заделя скромни суми за своите родственици. Основната част от своите спестявания, ценни книжа, вземания възлизащи на 900 000 лева дарява на Софийския университет. неговата заръка е да се основат два фонда за нейното развитие на географската наука в България – фонд „Стипендия Анастас Иширков“ (с 16/20 от капитала) за специализация по география в чужбина за срок от две години и фонд за награда на студентски научни трудове по българска география (с 1/20 от капитала) и определя 2/20 за своето погребение и за надгробна плоча. Със средствата от него изпълнителите на завещанието поддържат гроба, отслужват панихиди, а през април 1941 г. по повод 4 години от неговата смърт е осветен паметникът му, дело на проф. Анастас Дудулов. За изпълнители на завещанието си определя ректора на Софийския университета, декана на Историко-филологическия факултет и един роднина.
След смъртта на проф. Анастас Иширков изпълнителите на завещанието привеждат в известност материалното му състояние, разплащат се с близките и останалите средства предават на Софийския университет. През 1938 г. двата фонда са основани. Тяхното управление се поема от изпълнителите на завещанието.
Двата фонда преустановяват дейност през 1952 г., а средствата от тях са влети в държавния бюджет на Народна република България.

### Стипендия
На 11 май 1938 г. Академичният съвет на Софийския университет приема правилник за управление на завещанието на проф. Анастас Иширков. Стипендия Анастас Иширков се отпуска за двугодишна стипендия на учещ в чужбина студент, завършил география в Софийския университет, с добра езикова подготовка за страната, в която отива. Ако липсва подходящ кандидат географ, специализацията може да се използва от възпитаници на университета с друга специалност – геология, класическа филология, българска история или финанси. Стипендианта се определя въз основа на доклад на преподавателите по география или по съответната специалност.
През 1939 г. фондът разполага с 969 917 лв., през 1942 г. – с 1 024 520 лв., а през 1951 г. – с 1 006 510 лв. Фондът поема университетските такси, разноските по пътуванията и стипендиите от 4050 лв. месечно. На Игнат Пенков са поети разходите по отпечатването на докторската му работа на тема „Поречието на река Струма“. Стипендианти са:
- 1938 – 1939 г. – Живко Гълъбов в Париж
- 1941 – 1943 г. – Игнат Пенков във Виена
- 1943 – 1944 г. – Петър Пенчев в Лайпциг

### Награда
Този фонд е създаден при Географския институт с начален капитал около 55 хил. лв. Годишните приходи са предназначени за награда на студент, който е написал най-добрия труд по българска география. Изпълнителите на завещанието излъчват победителя по доклад на преподавателите по география. През 1939 г. фондът притежава 68 194 лв., през 1944 г. – 74 487 лв., през 1951 г. – 78 487 лв. През 1941 г. наградата е връчена на Кирил Георгиев Кръстев на стойност 2800 лв., а през 1943 г. – на Кирил Мишев Иванов и на Елена Владимирова Кънчева – по 3 хил. лв. на всеки.

### Библиотека
Проф. Анастас Иширков завещава цялата си библиотека и всичките си вещи от научен характер на Географския институт при Софийския университет. Книгите му са на поделено съхранение в библиотеката на специалност География и в Централната библиотека на Софийския университет. Те са подпечатани на корицата с личния печат-автограф на проф. Анастас Иширков.

## Псевдоними
Проф. Иван Богданов установява четири псевдонима, с които Анастас Иширков подписва някои от своите литературни произведения, научни статии и рецензии. Първият псевдоним е криптонимът „А. И.“, с който подписва голяма част от рецензиите си, а също и част от кореспонденцията си до проф. Васил Златарски. Вторият псевдоним е криптонимът „А. Иш.“, който е използван при подписването на стихотворение, публикувано в детското списание „Звездица“ в книжка II от 1897 г. Третият псевдоним е апоконимът „Иш-рк“, който е използван за подписване на най-раните си литературни произведения – три разказа в издаваното в Шумен списание „Искра“ и две стихотворения с общо заглавие „Песни“ в разградското списание „Съвременник“. Четвъртият псевдоним е инициалът на латиница „Z.“, използван за подписване на рецензията „България. Стенна карта за основните училища, по най-новите източници. Съст. Н. Данков“, която е публикувана в „Периодическо списание на Българското книжовно дружество“, 1906 – 1907.
Петър Чолов установява псевдонима А. Възкресенски в статиите за Васил Йонков и за Колю Семов в „Ловеч и Ловчанско. Географско, историческо и културно описание“. Той е обнародван в био-библиографския указател „Васил Левски“.
Установени са още три псевдонима на проф. Анастас Иширков от доц. Пело Михайлов. Два от тях са използвани за подписване на разказите „Приказка за галошите“ и „Приказка за ореховата сянка“ (подписан с инициала „И.“), публикувани в списание „Наш живот“ от 1901 г. Третият е „Ив. Милин“, с който подписва разказа „Лошо захвана, как ли ще свърши“, публикуван в четири последователни броя на вестник „Мир“ през 1905 г. и статията „Хубостта на град София“, публикувана в два последователни броя на вестник „Мир“ през 1906 г.

## Признателност
- През 1933 г. е отпразнувана неговата професорска, научна и обществена дейност и е издаден „Сборник в чест на проф. Иширков“ по случай 35-годишната му преподавателска работа.[26]
- Провъзгласен за Почетен гражданин на Ловеч от 16 декември 1934 г. „За научна и обществена дейност, с която прославя Отечеството и града“.
- От 18 юни 1942 г.[59] село Кочина, Силистренска околя е преименувано на село Иширково, а от 15 юли 1942 г.[60] – село Професор Иширково.[5]
- На 15 януари 1934 г. улица „Софийска“ в Ловеч е преименувана на „Професор Анастас Иширков“, след 1944 г. е преименувана на „Цачо Сяров“, а от 1989 г. е възстановено старото ѝ име във вида „Академик Анастас Иширков“.[5]
- Три улици в София – в кварталите „Студентски град“, „Драгалевци“ (Карта) и „Гео Милев“ (Карта) носят неговото име, и трите улици в София са погрешно именувани „проф. Атанас Иширков“.[5]
- През 1985 г. е учреден Медал „Професор Анастас Иширков“, който се присъжда „за особени заслуги в развитието на географските науки и дружествената дейност“.[5]
- Аудитория 252 в Геолого-географския факултет на Софийския университет е именувана „Академик проф. д-р Анастас Иширков (1868 – 1937)“[5]
- В Геолого-географския факултет на Софийския университет, до библиотеката на специалност География, е поставен бюст на Анастас Иширков.[61]
- През 1934 г. училище в Ловеч е именувано „Професор д-р Анастас Иширков“, закрито е през 1980-те години.[5]
- На 18 май 1987 г. е отбелязана 50-годишнина от смъртта на проф. Анастас Иширков в Ловеч и на родната му къща в квартал „Вароша“ е поставена паметна плоча.[62]
- През 1992 г. начално училище „Гечо Кокилов“ е преименувано на „Академик Анастас Иширков“, закрито е през юли 2005 г.[5]
- Началоното училище в село Йоглав, област Ловеч е именувано „Академик Анастас Иширков“, закрито е през юни 2002 г.[5]
- През 2012 г. по повод 70-годишнината от преименуването на село Професор Иширково е поставен бюст-паметник на Анастас Иширков.[63]
- През април 2018 г. са организирани серия събития под надслов Иширкови дни[64], а на 4 април 2018 г. е проведено тържествено честване на 150-годишнината на акад. Анастас Иширков в Софийския университет „Св. Климент Охридски“.[65]